# Sendrisoo
Sendrisoo är en sumpmark i västra Estland. Den ligger i Nuckö kommun i Läänemaa, 70 km sydväst om huvudstaden Tallinn.